# Sebastes rosaceus
Sebastes rosaceus är en fiskart som beskrevs av Girard, 1854. Sebastes rosaceus ingår i släktet Sebastes och familjen kungsfiskar. Inga underarter finns listade i Catalogue of Life.